# Губельці
Гу́бельці — село в Україні, в Улашанівській сільській громаді Шепетівського району Хмельницької області. Населення становить 477 осіб.

## Географія
Селом протікає річка Безіменна, права притока Жарихи.

## Історія

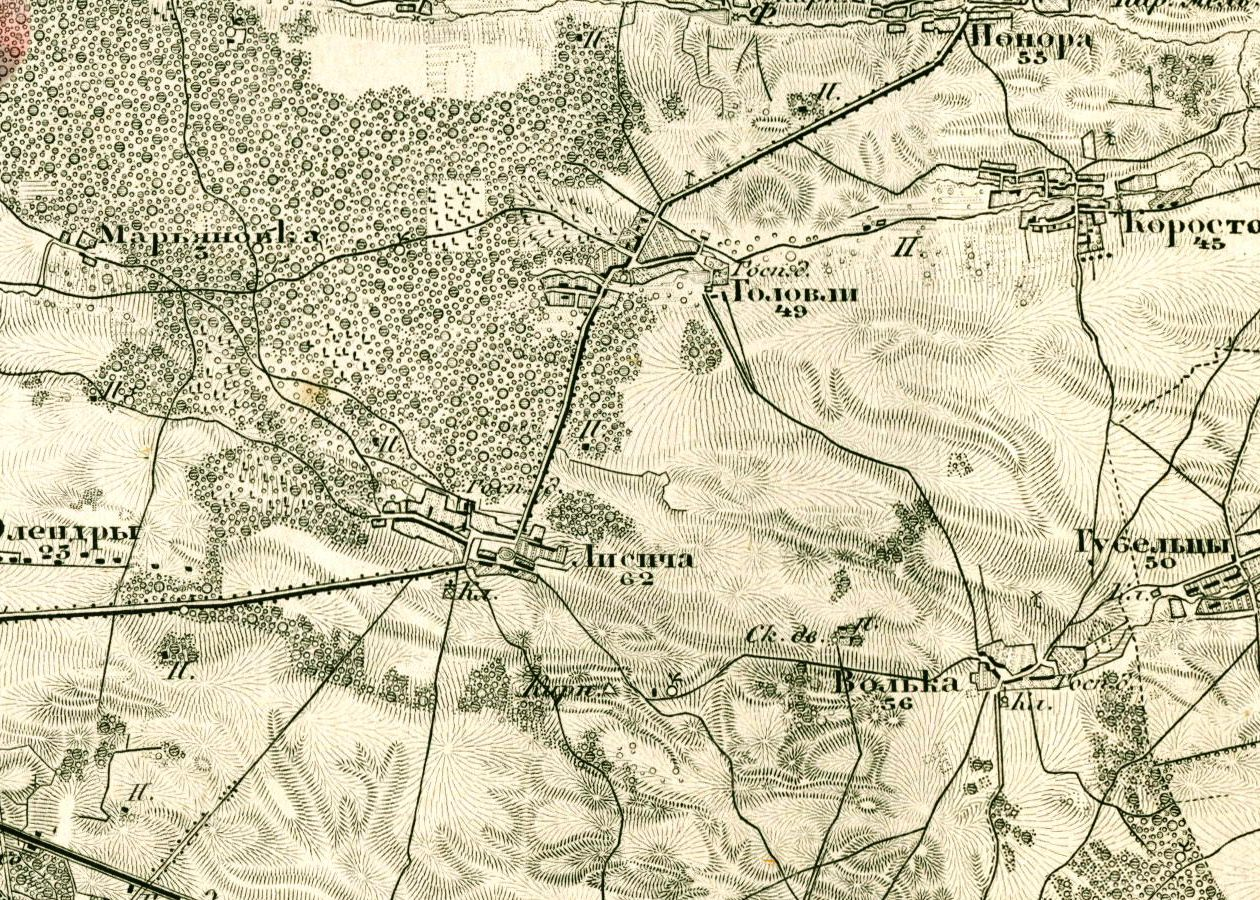
Губельці на мапі 1867 року

В кінці 19 століття в селі 100 будинків і 551 житель Належало до ключа маєтків князів Санґушків в Славуті.
7 (20) листопада 1917 року, відповідно до Третього Універсалу Української Центральної Ради, увійшло до складу Української Народної Республіки.
Під час Голодомору померло 35 чоловік.
22 січня 1943 року в Губельцях німецькими військами було розстріляно 12 сімей — 53 мирних жителі.
12 червня 2020 року, відповідно до розпорядження Кабінету Міністрів України № 727-р «Про визначення адміністративних центрів та затвердження територій територіальних громад Хмельницької області», увійшло до складу Улашанівської сільської територіальної громади.
19 липня 2020 року, в результаті адміністративно-територіальної реформи та ліквідації Славутського району, село увійшло до складу новоутвореного Шепетівського району.

## Символіка
Затверджена 15 вересня 2015 р. рішенням № 2/2015 LVII сесії сільської ради IV скликання. Герб села є промовистим.

### Герб
Щит поділений срібним нитяним вилоподібним хрестом. На верхній лазуровій частині злітає срібний голуб. На другій зеленій срібна сироїжка («губа»). На третій зеленій золотий дубовий листок. Щит облямований золотим декоративним картушем і увінчаний золотою сільською короною. Унизу картуша напис «Губельці».
Голуб — символ церкви Святого Духа, що будується в селі. Срібна сироїжка — «губа», що росте в лісі — символ назви села. Дуб в геральдиці — символ сили і мужності. Корона означає статус населеного пункту.

### Прапор
Квадратне полотнище складається з двох рівношироких вертикальних смуг, на жовтій від древка червоний птах Фенікс, вільна смуга — зелена. Птах Фенікс — символ відродження села, яке було спалене в роки Другої Світової війни

## Населення
Згідно з переписом УРСР 1989 року чисельність наявного населення села становила 518 осіб, з яких 254 чоловіки та 264 жінки.
За переписом населення України 2001 року в селі мешкало 476 осіб.
Станом на 1 січня 2011 року в селі проживало 381 особа, у тому числі дітей дошкільного віку — 22, шкільного віку -64, громадян пенсійного віку — 106, працюючих громадян — 90.

### Мова
Розподіл населення за рідною мовою за даними перепису 2001 року:
| Мова       | Відсоток |
| ---------- | -------- |
| українська | 99,79 %  |
| російська  | 0,21 %   |